# Édouard Séguin

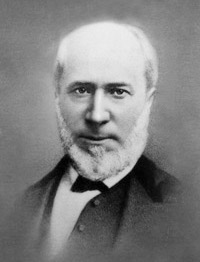
Édouard Séguin.

Édouard Séguin, född 20 januari 1812 i Clamecy, departementet Nièvre, Frankrike, död 28 oktober 1880 i New York, var en fransk-amerikansk läkare och pedagog.

## Biografi
Séguin blev under påverkan av Jean Marc Itard och Jean Étienne Dominique Esquirol intresserad av sinnesslöa och kom att bli en banbrytare för deras undervisning. Han öppnade 1839 en skola för sinnesslöa barn i Paris som fick mycket stort anseende. Av politiska skäl emigrerade han 1848 till USA, där han fortsatte sitt arbete, bland annat genom att inrätta sinnesslöanstalter. Han hade sin egen, så kallat fysiologiska metod i undervisningen, som gick ut på att utveckla barnens intelligens genom muskelträning.
Séguin var en viktig inspirationskälla för Emanuella Carlbeck och Thorborg Rappe, pionjärer inom den svenska sinnesslöundervisningen.